# Per-Olof Östrand

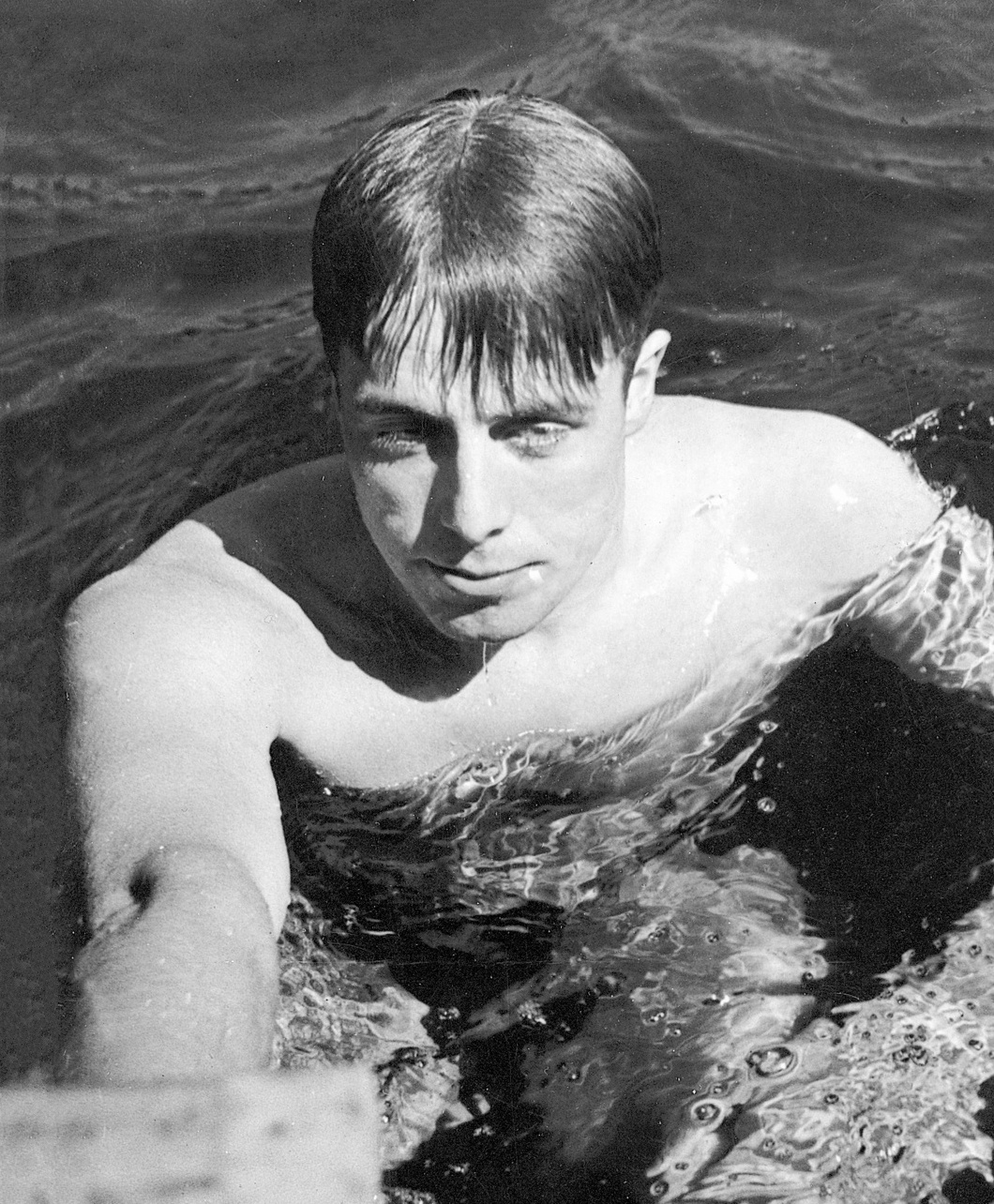
Per-Olof Östrand

Per-Olof „Petter“ Östrand (* 30. Juni 1930 in Hofors; † 26. Oktober 1980 in Skärholmen, Stockholm) war ein schwedischer Schwimmer, der bei Olympischen Spielen eine Bronzemedaille und bei Europameisterschaften zwei Goldmedaillen und eine Bronzemedaille gewann.

## Karriere
Per-Olof Östrand trat 1948 und 1956 für Hofors AIF und 1952 für IF Elfsborg in Borås an. Er gewann 15 schwedische Meistertitel auf den verschiedenen Freistil-Distanzen.
1947 fanden in Monte Carlo die ersten Europameisterschaften nach dem Zweiten Weltkrieg statt. Östrand belegte den fünften Platz über 400 Meter Freistil. Die 4-mal-200-Meter-Freistilstaffel mit Per-Olof Olsson, Martin Lundén, Per-Olof Östrand und Olle Johansson siegte vor den Franzosen und den Ungarn. Bei den olympischen Schwimmwettbewerben 1948 in London qualifizierte sich Östrand sowohl über 400 Meter Freistil als auch über 1500 Meter Freistil für das Halbfinale, trat aber jeweils nicht an. Die 4-mal-200-Meter-Freistilstaffel mit den Europameistern Lundén, Östrand, Johannsson und Olsson belegte im Finale den vierten Platz mit einer Sekunde Rückstand auf die drittplatzierten Franzosen. Es gewann das Quartett aus den Vereinigten Staaten vor den Ungarn.
Zwei Jahre später wurden in Wien die Europameisterschaften 1950 ausgetragen. Östrand wurde wie 1947 Fünfter über 400 Meter Freistil. Die 4-mal-200-Meter-Freistilstaffel mit Tore Sjunnerholm, Per-Olof Östrand, Olle Johansson und Göran Larsson gewann vor den Franzosen und den Jugoslawen. 1952 bei den Olympischen Spielen in Helsinki siegte die 4-mal-200-Meter-Freistilstaffel aus den Vereinigten Staaten mit zwei Sekunden Vorsprung auf das japanische Quartett. Zwölf Sekunden dahinter gewannen die Franzosen die Bronzemedaille mit einer Sekunde Vorsprung vor Lars Svantesson, Göran Larsson, Per-Olof Östrand und Olle Johansson. Einen Tag nach dem Staffelfinale fand das Finale über 400 Meter Freistil statt. Der Franzose Jean Boiteux siegte vor Ford Konno aus den Vereinigten Staaten, vier Sekunden hinter Konno schlug Östrand als Dritter an.
Im April 1953 verbesserten Gustaf Hellsing, Lennart Brock, Göran Larsson und Per-Olof Östrand zweimal den Weltrekord in der Lagenstaffel, im Mai 1953 wurden die Schweden als Weltrekordler von einer Staffel aus der Sowjetunion abgelöst. 1954 bei den Europameisterschaften in Turin wurde Östrand über 400 Meter Freistil Dritter hinter dem Ungarn György Csordás und dem Italiener Angelo Romani. Über 1500 Meter Freistil belegte Östrand den siebten Platz. 1956 nahm Östrand zum dritten Mal an Olympischen Spielen teil. Bei den Schwimmwettbewerben in Melbourne hatte er als 20. der Vorläufe über 400 Meter Freistil acht Sekunden Rückstand auf den Achtschnellsten, der als letzter das Finale erreichte.